# Tokantins (reka)
Tokantins (portugalsko Tocantins; portugalska izgovorjava: [ˈʁi.u tokɐ̃ˈtʃĩs, tu-], narečje Parkatêjê: Pyti [pɨˈti]):59) je reka v Braziliji, osrednja rečna arterija države. V jeziku Tupi njeno ime pomeni 'tukanov kljun' (Tukã za 'tukan' in Ti za 'kljun'). Od juga proti severu teče približno 2450 km. V resnici ni krak reke Amazonke, saj njene vode tečejo v Atlantski ocean skupaj z Amazonko. Teče skozi štiri brazilske zvezne države (Goiás, Tocantins, Maranhão in Pará) in daje ime eni najnovejših brazilskih zveznih držav, ustanovljeni leta 1988 iz do takrat severnega dela Goiása.
Tocantins je ena največjih čistih rek v Južni Ameriki.

## Potek
Izvira v goratem okrožju, znanem kot Pirenej, zahodno od zveznega okrožja Brazilija, vendar ima njen zahodni pritok, reka Aragvaja, svoj skrajni južni izvir na pobočjih Serra dos Caiapós. Aragvaja teče 1670 km pred sotočjem z reko Tokantins, ki ji je skoraj enaka po prostornini. Poleg glavnega pritoka, Rio das Mortes, ima Aragvaja dvajset manjših krakov, ki ponujajo veliko km plovbe s kanujem. Pri iskanju poti do nižin se pogosto razbije v slapove in brzice ali pa se močno vije skozi skalnate soteske, dokler na točki približno 160 km nad stičiščem s Tocantins ne zagleda svoje poti skozi 20 km kamniti dajk v hrumeči katarakt. Skupni tok se nato zahodno od mesta Belém združi z delto Amazonke, zato nekateri avtorji Tokantins obravnavajo kot pritok Amazonke.
Dva druga pritoka, imenovana Maranhão in Paranatinga, zbirata ogromno količino vode iz visokogorja, ki ju obdaja, zlasti na jugu in jugovzhodu. Med slednjim in sotočjem z Aragvajo Tocantins občasno ovirajo skalnate pregrade, ki ga prečkajo skoraj pod pravim kotom.

## Živalstvo
Porečje Tocantins (ki vključuje reko Aragvaja) je dom številnih velikih vodnih sesalcev, kot so amazonske morske krave, aragvajski rečni delfin in tucuxi, ter večjih plazilcev, kot so črni kajman (Melanosuchus niger), kajman očalar (Caiman crocodilus) in rumenopikčasta amazonska želva (Podocnemis unifilis).
Porečje reke Tocantins je zelo bogato po ribjih vrstah, čeprav je razmeroma revno glede na standarde Amazonskega porečja. Registriranih je več kot 350 vrst rib, vključno z več kot 175 endemiti. Zvrstno najbolj bogate družine so Characidae (tetre in sorodnice), Loricariidae (pleco somi in sorodnice) in Rivulidae (južnoameriške ribe krapovci). Medtem ko je večina vrst v bistvu amazonskega izvora, obstajajo tudi nekatere, ki kažejo povezavo z rekama Paraná in São Francisco. Tocantins in ti dve reki tečeta v različnih smereh, vendar imata vse svoj izvir na brazilski planoti v regiji, kjer nizko porečje omogoča nekaj izmenjave med njima. Obstaja več vrst rib, ki migrirajo vzdolž Tocantins, da se drstijo, vendar je bilo to omejeno z jezovi. Po izgradnji ogromnega jezu Tucuruí se je tok reke spremenil. Nekatere vrste so bile prizadete in bogastvo vrst v delih reke se je znatno zmanjšalo.
Kras São Domingos v zgornjem bazenu Tocantins je dom nenavadno velikega števila vrst jamskih rib (več kot katera koli druga regija v Ameriki): Ancistrus cryptophthalmus, več vrst Ituglanis, Pimelodella spelaea, Aspidoras mephisto, neopisana vrsta Cetopsorhamdia in Eigenmannia vicentespelaea. Zadnji je edina znana jamam prilagojena noža in ena od le dveh znanih ne-somov v jamah južnoameriške celine (druga je karacid Stygichthys typhlops).
V spodnjem toku Tocantins ločuje ekoregijo vlažnih gozdov Tocantins–Araguaia–Maranhão na vzhodu od ekoregije vlažnih gozdov Xingu–Tocantins–Araguaia na zahodu. Deluje kot ovira, ki preprečuje širjenje flore in favne med temi ekoregijami.

## Jezovi
Nizvodno od sotočja Aragvaje, v zvezni državi Pará, je imela reka veliko kataraktov in brzic, ki pa jih je v začetku 1980-ih poplavilo umetno jezero, ki ga je ustvaril jez Tucuruí, eden največjih na svetu. Ko je bila 30. novembra 2010 zaključena druga faza projekta Tucuruí, je bil vzpostavljen sistem zapornic, imenovan Eclusas do Tucuruí, s ciljem, da bo dolg podaljšek reke postal ploven.
Skupno je na reki sedem jezov (jez Serra da Mesa, jez Cana Brava, jez São Salvador, jez Peixe Angical, jez Luiz Eduardo Magalhães (Lajeado), jez Estreito in jez Tucuruí), od katerih so največji Tucuruí in jez Serra da Mesa.

## Geologija
Ravne, široke doline, sestavljene iz peska in gline, tako Tocantins kot njene veje Aragvaja so prepredene s strmimi pečinami. So robovi velikih planot iz peščenjaka, od 300 do 600 metrov nadmorske višine, skozi katere so reke erodirale svoje globoke struge. Okoli izliva reke Tocantins je velika planota izginila, da bi dala mesto delu z gozdom pokrite, napol potopljene aluvialne ravnice, ki se razteza daleč proti severovzhodu in zahodu. Reka Pará, na splošno imenovana eno od ustij Amazonke, je le spodnji tok Tocantinsa. Če kateri koli del voda Amazonke teče okrog južne strani velikega otoka Marajó v reko Para, je to samo skozi vijugaste naravne kanale, ki nikakor niso iztočni kanali Amazonke.

## Pretok
Reka Tocantins beleži povprečni pretok 13.598 m³/s in specifični pretok 14,4 L/s/km². Podbazena imajo naslednje specifične stopnje pretoka: Tocantins (11 L/s/km²), Aragvaja (16 L/s/km²), Pará (17 L/s/km²) in Guamá (21 L/s/km²).